# Monstrilla anglica
Monstrilla anglica är en kräftdjursart som beskrevs av Lubbock 1857. Monstrilla anglica ingår i släktet Monstrilla och familjen Monstrillidae. Arten är reproducerande i Sverige. Inga underarter finns listade i Catalogue of Life.